# Rivière Abercromby
Rivière Abercromby är ett vattendrag i Kanada.   Det ligger i provinsen Québec, i den sydöstra delen av landet, 150 km öster om huvudstaden Ottawa. Rivière Abercromby ligger vid sjön Lac Dupras.
I omgivningarna runt Rivière Abercromby växer i huvudsak blandskog. Runt Rivière Abercromby är det ganska tätbefolkat, med 93 invånare per kvadratkilometer.